# Museu da Memória Nacional
O Museu da Memória Nacional (em romeno:  Muzeul Memoriei Neamului) é um museu em Quixinau, na Moldávia, dedicado às vítimas da ocupação soviética da Bessarábia e Bucovina do Norte, e comemora a resistência anticomunista na região.
A exposição da repressão soviética é concebida como um monumento à dor e à humilhação das vítimas do Terror Vermelho, lembrando aos contemporâneos o passado comunista totalitário, que nunca deve ser repetido.

## Visão geral
Fundado pelo ex-preso político e dissidente Vadim Pirogan, o museu está localizado no Strada  Costache Negruzzi n.º 4 , e é apoiada pela Associação das Vítimas do Regime Comunista e dos Veteranos de Guerra do Exército romeno, uma ONG moldava.
Na década de 1990, Mihai Ursache, um ex-membro do grupo de resistência "Arcaşii lui Ştefan", na Bessarábia ocupada em 1940, fundou um pequeno museu em dois quartos. A associação foi dissolvida e as exposições entregues ao porão do Museu Nacional de História da Moldávia. Depois de 3-4 anos, Vadim Pirogan, um ex-preso político condenado pelos Soviéticos, em 1941, a cinco anos de trabalho forçado em campos, na região de Irkutsk, decidiu recriar o museu, juntamente com Nicholas Caireac.
Em 30 de junho de 2010, o Primeiro Gabinete de Vlad decidiu criar um separar Museu das Vítimas do Comunismo; no entanto, até 2015 museu não foi inaugurado. A exposição Moldávia Soviética: Entre Mitos e Gulag, inaugurada em 13 de junho de 2012, apresenta o fenômeno totalitário no contexto histórico geral da era soviética. Ele confronta os mitos ingênuos sobre o ideal de liberdade, justiça e um futuro brilhante, criados pela propaganda soviética, e o mundo daqueles que conheceram o inferno dos campos e prisões comunistas.